# Selección de béisbol de Puerto Rico
La Selección de béisbol de Puerto Rico, también conocido como Team Rubio es el equipo oficial que representa a Puerto Rico en eventos internacionales de béisbol. La selección está integrada por jugadores puertorriqueños que en su mayoría participan en la liga de Puerto Rico y en las Grandes Ligas de Estados Unidos. El actual mánager es Yadier Molina. En 2009 la selección puertorriqueña ocupa el 10.º lugar del Ranking Mundial de la IBAF, IBAF (Federación Internacional de Béisbol).

## Clásico Mundial de Béisbol
Edición 2006
En la I edición del Clásico Mundial de Béisbol en 2006,
Puerto Rico quedó en 5.º lugar y fue eliminado en la segunda ronda, estuvo invicto hasta la segunda ronda cuando Venezuela se lo quitó en juego que terminó 6-0.
Edición 2009
En el 2009 Puerto Rico de nuevo quedó primero en su grupo, avanzó a la segunda ronda y fue eliminado en la segunda ronda en un encuentro contra los Estados Unidos que perdió 6-5.
Participaciones
| - 2006: 5.º - 2009: 5.º - 2013: 2.º - 2017: 2° |

## Palmarés

### Mundial
- Clásico Mundial de Béisbol
- 2do Lugar: 2013
- 2do Lugar: 2017

- Copa del Mundo de Béisbol (1)
  -  Medalla de oro: 1951
  -  Medalla de plata: 1947, 1948, 1973 y 1976
  -  Medalla de bronce: 1952, 1965, 1970 y 1973

- Copa Intercontinental de Béisbol
  -  Medalla de plata: 1973
  -  Medalla de bronce: 1989

### Continental
- Juegos Panamericanos
  -  Medalla de oro:  2019
  -  Medalla de plata (2): 1959, 1991,
  -  Medalla de bronce (4): 1967, 1979, 1987 y 1995

- Juegos Centroamericanos y del Caribe (15)
  -  Medalla de oro: 1959 y 2002
  -  Medalla de plata: 1962, 1966, 1990
  -  Medalla de bronce: 1974, 1978, 1993

- Copa América: 2008